# Matelea calchaquina
Matelea calchaquina är en oleanderväxtart som beskrevs av C.Ezcurra och Belgrano. Matelea calchaquina ingår i släktet Matelea och familjen oleanderväxter. Inga underarter finns listade i Catalogue of Life.